# Агни
Агни́ (санскр. अग्नि, «огонь») — индийский бог огня, домашнего очага, жертвенного костра. Главный из земных богов, основной функцией которого является посредничество между ними и людьми.
Гимны к Агни, которыми начинаются почти все 10 мандал Ригведы, восхваляют его как посредника между богами и людьми, домашнего жреца богов и бессмертного гостя смертных, щедрого подателя благ и защитника людей от демонов, нищеты и голода.
Уже в Ригведе он представлен в антропоморфном облике: агни-хотар, то есть жрец, совершающий обряд-хотру (Ригведа 1.1.5). Агни представлен в Ригведе как тот, кто принимает жертву, как тот, кто доставляет жертву другим дэвам (функция посредника).
Религиозно-эпические произведения — Пураны и Махабхарата — ещё более очеловечивают Агни. Позднее его значение умаляется: он становится одним из восьми богов-миродержцев, царящим на юго-востоке.
На рисунках Агни изображается в качестве старого двухголового мужчины с тремя ногами, семью руками, шестью глазами и четырьмя рогами, в красном одеянии и опоясанным «священным шнуром» в верхней части тела. Его знамя — дым, а сопровождающее его животное (вахана) — баран. Эта антропоморфизированная форма играет важную роль в первую очередь в мифологии, в обрядах персонаж Агни выступает в форме огня.

## Этимология

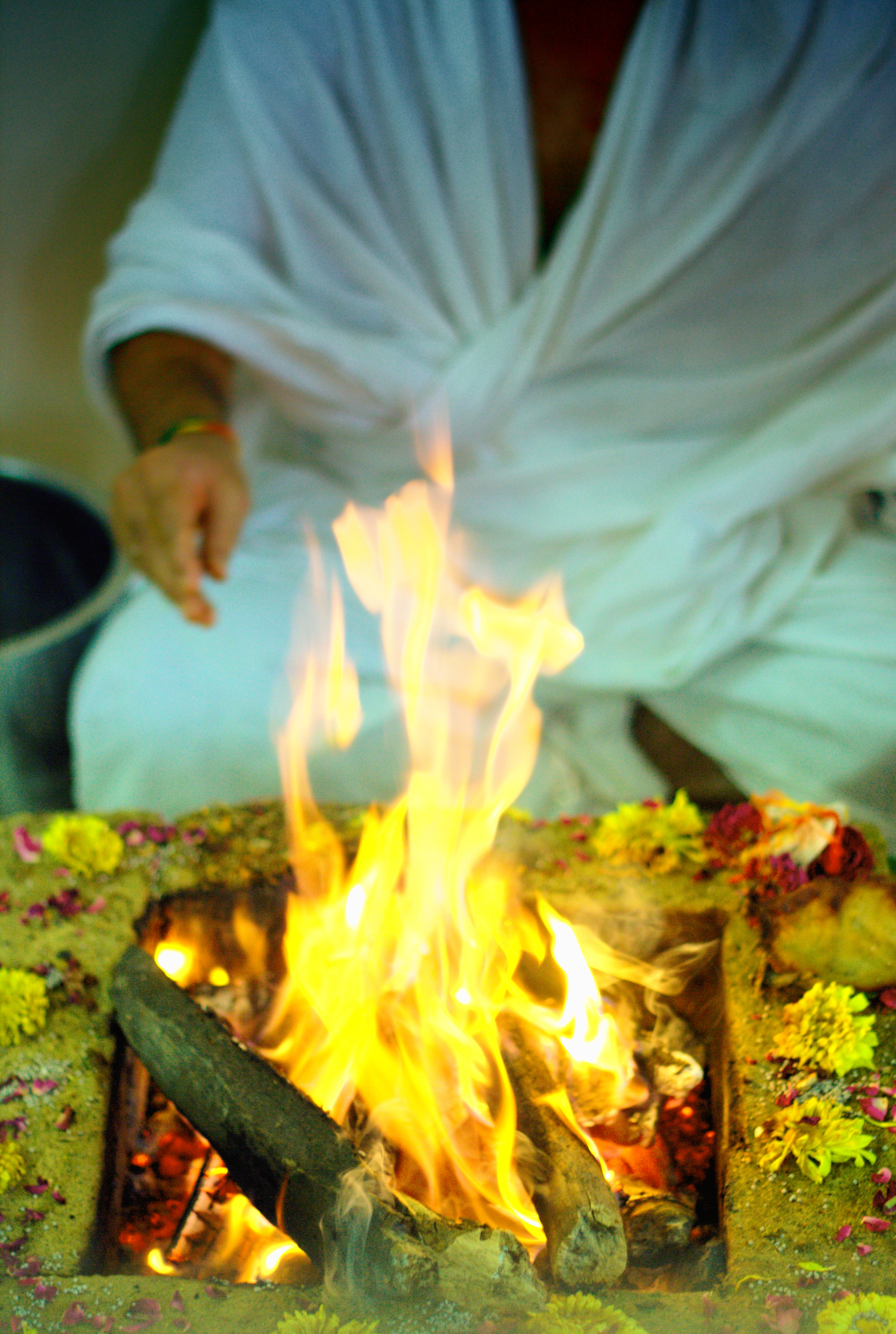
Агни (огонь) является частью основных ритуалов (обрядов), таких как свадьбы и кремация в индийских религиях.

Санскритское अग्नि (Агни) происходит от одного из двух основных терминов, обозначающих огонь, восходящих к реконструированному праиндоевропейскому *h₁n̥gʷnís, другие потомки которого включают латинский «ignis», литовский «ugnis», старославянский «огнь» и его потомки: русский «огонь», польский «ogień» и т. д. Все эти слова означают «огонь».
Древние индийские грамматики выводили его этимологию по-разному:
- От корня aj, что на санскрите означает «водить», «шустрый, проворный»[3][4].
- От agri, корень которого означает «первый», имеется в виду «тот, кто возник первым во вселенной» или «огонь» в соответствии с разделом 6.1.1 Шатапатха-брахмана. Брахмана утверждает, что от этого слова произошло имя Агни, потому что, как известно, все, включая даже богов, любят короткие сокращать имена[5].
- Согласно санскритскому тексту V века до н. э. Нирукта-Нигханту в разделе 7.14, мудрец Шакапуни утверждает, что слово Агни происходит сразу от трех глаголов — от «идти», от «сиять или гореть» и от «вести»; буква «а» (अ) происходит от корня «i», который, согласно тексту, подразумевает «идти», буква «g» (ग्) происходит от корня «añj», означающего «сиять», или «dah», означающего «сжечь», а последняя буква сама по себе может быть приставкой «ни» (नी)[6].

Ни одно из трех приведенных выше объяснений не является правдоподобным в современной науке.
В ранней ведической литературе Агни в первую очередь означает огонь как бога, отражающего изначальные силы поглощения, преобразования и передачи. Тем не менее, этот термин также используется в значении «Махабхута», одной из пяти стихий, которые ранние ведические мыслители считали составляющими материального существования, и что более поздние ведические мыслители, такие как Канада и Капила, отождествляли с Акашей (эфиром), Ваю (воздух), Апас (вода), Притхви (земля) и Агни (огонь).
Слово «Агни» используется во многих контекстах, начиная от огня в желудке, домашнего огня, жертвенного огня на алтаре, огня кремации, огня возрождения, огня в энергетических соках, скрытых в растениях, атмосферный огонь в молнии и небесный огонь на солнце На уровне брахманов, например, в разделе 5.2.3 Шатапатха-брахмана, Агни представляет всех богов, все концепции духовной энергии, которая пронизывает все во вселенной. В Упанишадах и постведической литературе Агни дополнительно стал метафорой бессмертного принципа в человеке, и любая энергия или знание, которые поглощают и рассеивают состояние тьмы, трансформируют и порождают просветленное состояние существования.

## Происхождение образа
Существует множество теорий о происхождении образа бога Агни, одни возводят его к реконструируемой древней праиндоевропейской мифологии, другие — к местным мифологиям Индии.
Миф о происхождении огня, встречающийся во многих индоевропейских культурах, — это миф о птице или птицеподобном существе, несущем или приносящем огонь от богов человечеству. В качестве альтернативы, этот посланник приносит с неба на землю эликсир бессмертия. В каждом варианте птица возвращается к богам, но чаще всего пропадает. Агни сформирован с похожими мифическими темами, в некоторых гимнах с эпитетом «небесная птица, которая летает».
Самые ранние слои ведических текстов индуизма, такие как раздел 6.1 Катхака-самхиты и раздел 1.8.1 Майтраяни-самхиты, утверждают, что вселенная началась с нуля, ни ночи, ни дня не существовало, существовал лишь Праджапати (также называемый Брахма) Агни произошёл из ума Праджапати, утверждают эти тексты. С сотворением Агни пришёл свет, и с ним были созданы день и ночь. Агни, утверждают эти Самхиты, — это то же самое, что Брахман, истина, глаз проявленной вселенной. Однако это не совпадает с более поздней мифологией. Вариант Самхит развиваются в более сложные истории о происхождении Агни из ведических текстов, таких как раздел 2.1.2 «Тайттирия брахмана» и разделы 2.2.3-4 «Шатапатха-брахмана». Первоначально Агни представлялся как конечный источник триады «создатель-поддерживающий-разрушитель», а затем как тот, кто правил землёй. Его брат-близнец Индра правил атмосферой как бог бури, дождя и войны, в то время как Сурья правил небом.
Существуют в индуистской мифологии сюжеты, что уже было три предыдущих Агни, а нынешний — четвёртый в их серии. Теперь тот Агни, которого боги сначала выбрали на должность жреца Хотри, скончался. Ушел из жизни и тот, кого они выбрали во второй раз. Ушел из жизни и тот, кого они выбрали в третий раз. Нынешний Агни этого испугался и спрятался под водой. Его обнаружили боги и насильно увели от вод, запретив больше в них входить.

## Эпитеты
- Вайшванара — всенародный.
- Павака — очищающий.

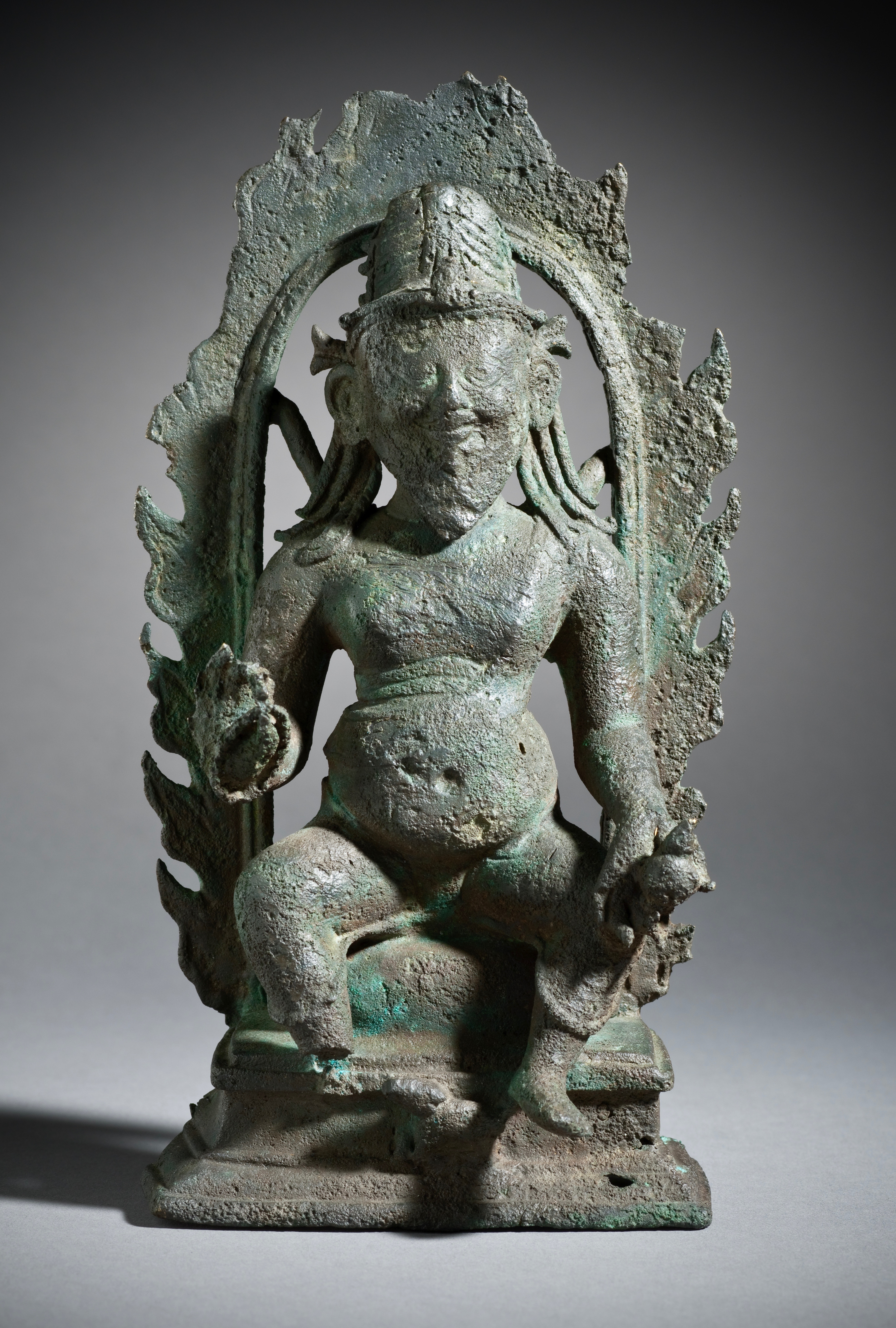
Скульптура Агни IX века.

- Хавйавахана — тот, кто приносит богам жертвы.
- Саптаджихви — семипламенный.
- Вахни — двигающийся по ветру.
- Анала — как один из Васу, иногда — самостоятельный бог.
- Хуташана.
- Читрабхану — красочный свет.
- Джвалана — сияющий.
- Вибхавасу — тот, чей свет — богатство.

## В текстах

### Веды

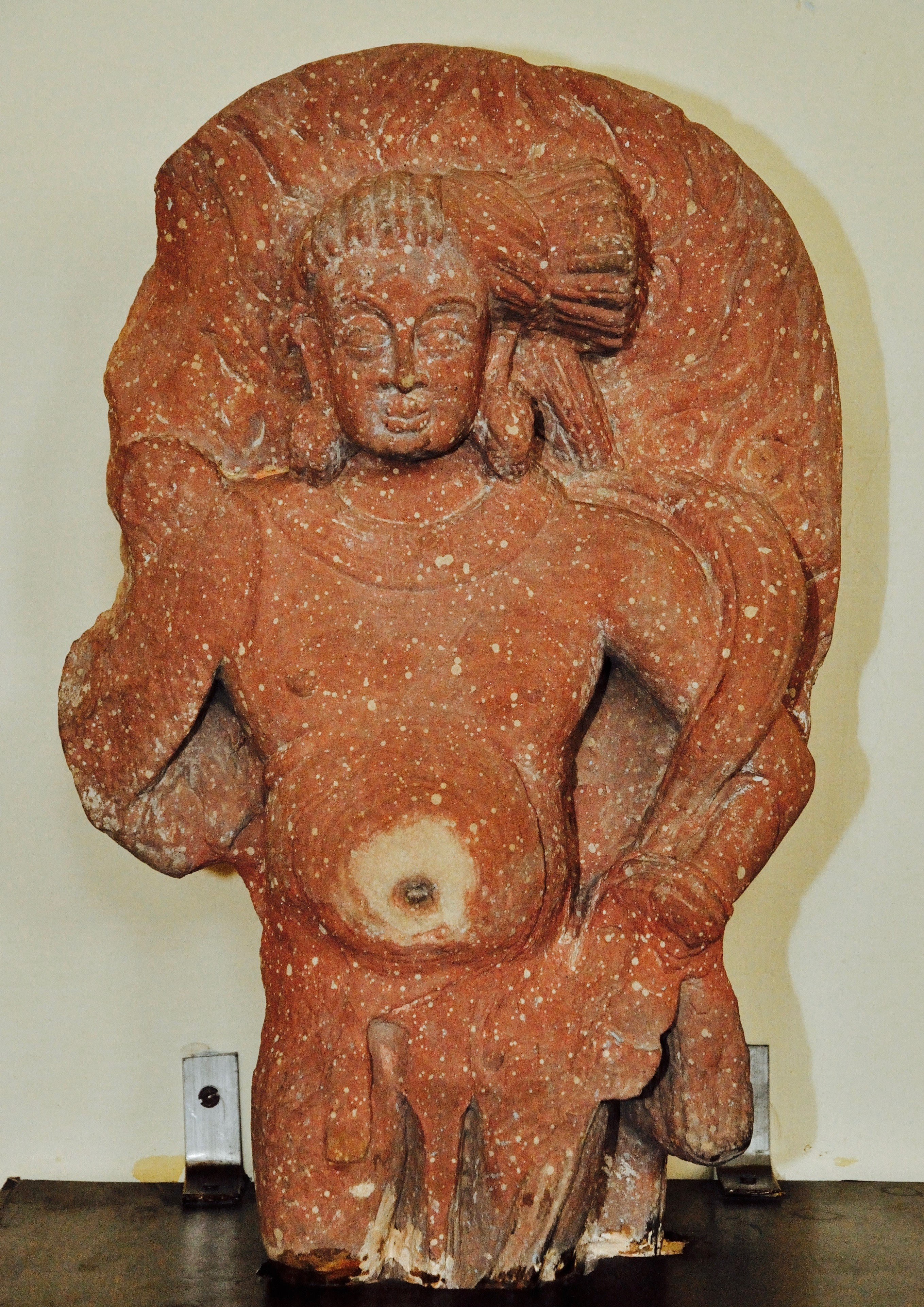
До III века н. э., эпоха Кушанской империи, красная статуя Агни.

Один из мудрецов в Ригведе (Сукта IV.iii.11) утверждает, что Солнце стало видимым только тогда, когда родился Агни.
В ведическом пантеоне Агни занимает самое высокое положение после царя богов Индры Агни занимает видное место в гимнах Вед и особенно брахманов. В Ригведе более 200 гимнов, восхваляющих Агни. Его имена встречаются почти в трети из всех 1028 гимнов Ригведы. Ригведа начинается с гимна, призывающим Агни, к которому позже в гимне обращаются как к хранителю Риты (Дхармы).
Веды описывают родителей Агни как два зажигающих предмета, чья любовь и трение создаёт его. Только что родившийся, он поэтически представлен нежным младенцем, к которому нужно большое внимание, чтобы он не погиб. С осторожностью он горит и дымит, затем вспыхивает и становится сильнее своих родителей, наконец, настолько сильным, что поглощает тех, кто его родил.
Гимны в этих древних текстах обращаются к Агни с многочисленными эпитетами и синонимами, такими как Джатаведас (тот, кто знает все поколения), Вайшванара (относящийся ко всем людям), Танунапат (сын самого себя, самопорождённый), Нарасамса (который олицетворяет людей), Трипатсья (с тремя жилищами) и многие другие.
В ведической мифологии Агни также представлен как таинственный человек со склонностью играть в прятки не только с людьми, но и с богами. Он прячется в странных местах, таких как воды, где в одном мифе он наполняет жизненной силой живые существа, обитающие в них, а в другом, где рыбы сообщают о его присутствии богам.
Агни присутствует в гимне 10.124 Ригведы, где вместе с Индрой и Сурьей составляет ведическую триаду божеств.
Агни отождествляется со всеми богами ведической мысли и мифологии, которая легла в основу различных недуалистических и монистических теологий позже возникшего индуизма. Эта тема эквивалентности неоднократно представлена в Ведах, например, в следующих словах в Мандале 1 Ригведы:
Индрой, Митрой, Варуной, Агни (его) называют,
А оно, божественное, – птица Гарутмант.
Что есть одно, вдохновенные называют многими способами.
Агни, Ямой, Матаришваной (его) называют.Ригведа, 1.164.46

### Упанишады
Агни занимает видное место в основных и второстепенных Упанишадах — ещё одних священных писаниях индуизма. Среди самых ранних упоминаний — легенда о мальчике по имени Сатьякама, родившемся от незамужней матери. В главе 4 Чандогья-упанишады (около 700 г. до н. э.) он признает свою бедность и то, что его мать не знает, кем был его отец. Эта честность приносит ему место в ведической школе (гурукула). Во время учёбы мальчик встречает Агни, который затем становится для него основным направлением, мировым телом, глазом и знанием, а также абстрактным Брахманом, который, как утверждает Упанишада, находится во всем и везде. Агни также появляется в разделе 1.13 Чандогья Упанишады.
В стихе 18 Иша-упанишад к Агни обращаются со следующими словами: «О Агни, ты знаешь все пути, веди меня к успеху добрым путем, удержи меня от неправильного пути греха». В разделах 4.5-6 Майтри-упанишады ученики спрашивают своего гуру (учителя) о том, какой бог является лучшим среди богов, которых они называют, и в этот список входит Агни. Гуру отвечает, что все они высшие, все лишь формы Брахмана, весь мир есть Брахман. Он предлагает выбрать любого, медитировать и поклоняться ему, затем медитировать на них всех, потом отрицать индивидуальность каждого из этих богов, включая Агни, таким образом сливаясь с единым Брахманом, Пурушей.
Разделы 3 и 4 Кена-упанишады, ещё одной крупной древней Упанишады, представляют собой аллегорическую историю, в которую входят боги Агни, Ваю, Индра и богиня Ума. После битвы между добрыми богами и злыми демонами, где Брахман помогает добру одержать победу, боги задаются вопросом: «Что это за Брахман, чудесное существо?» Агни идёт первым на поиски ответа, но терпит неудачу. Ваю тоже не находит ответа. Затем следовала очередь Индры, и он встречает богиню, которая уже осознаёт Брахмана, она объясняет, что такое Брахман и как добро достигло победы благодаря ему. Индра делится этим знанием с Агни и Ваю. Кена-упанишада завершает эти разделы, заявляя, что Агни, Ваю и Индра почитаются сильнее других, потому что они были первыми среди дэвов, осознавших Брахмана. Легенда, как утверждает Пауль Деуссен, направлена на то, чтобы научить, что все ведические боги и природные явления имеют свою основу во вневременном универсальном монистическом принципе, называемом Брахманом.
В другом древнем крупном индуистском писании под названием Прашна-упанишада Агни упоминается во второй Прашне (разделе вопросов). В этом разделе говорится, что Агни и другие божества проявляются как пять грубых составляющих, которые объединяются, чтобы создать всю вселенную, и что все божества существуют в храме вместе Агни.
Агни упоминается во многих второстепенных упанишадах, таких как Пранагнихотра, Йогататтва, Йогашиха, Тришихибрахмана и других. В синкретическом и монистическом тексте шиваизма, а именно в Рудрахридая-упанишаде, говорится, что Рудра тождественен Агни, а Ума тождественна Свахе.
В Мундака-упанишаде (2.4) семь языков Агни упоминаются как кали, карали, маноджава, сулохита, судхамраварна, спхулингини и вишваручи.

## Значение
Ещё ведические ритуалы включают в себя Агни. Он участвует во многих важных индуистских обрядах, таких как празднование рождения (на него зажигают лампы), молитвы (рядом с лампой аарти), на свадьбах (яджна, где жених и невеста семь раз ходят вокруг огня) и при смерти (кремация). Согласно Атхарваведе, именно Агни уносит душу умершего из погребального костра, чтобы ей переродиться в следующем мире или жизни. Однако эта роль была в послеведических текстах отнесена к роли бога смерти Ямы. Агни играет важную роль в храмовой архитектуре, обычно присутствует в юго-восточном углу индуистского храма.

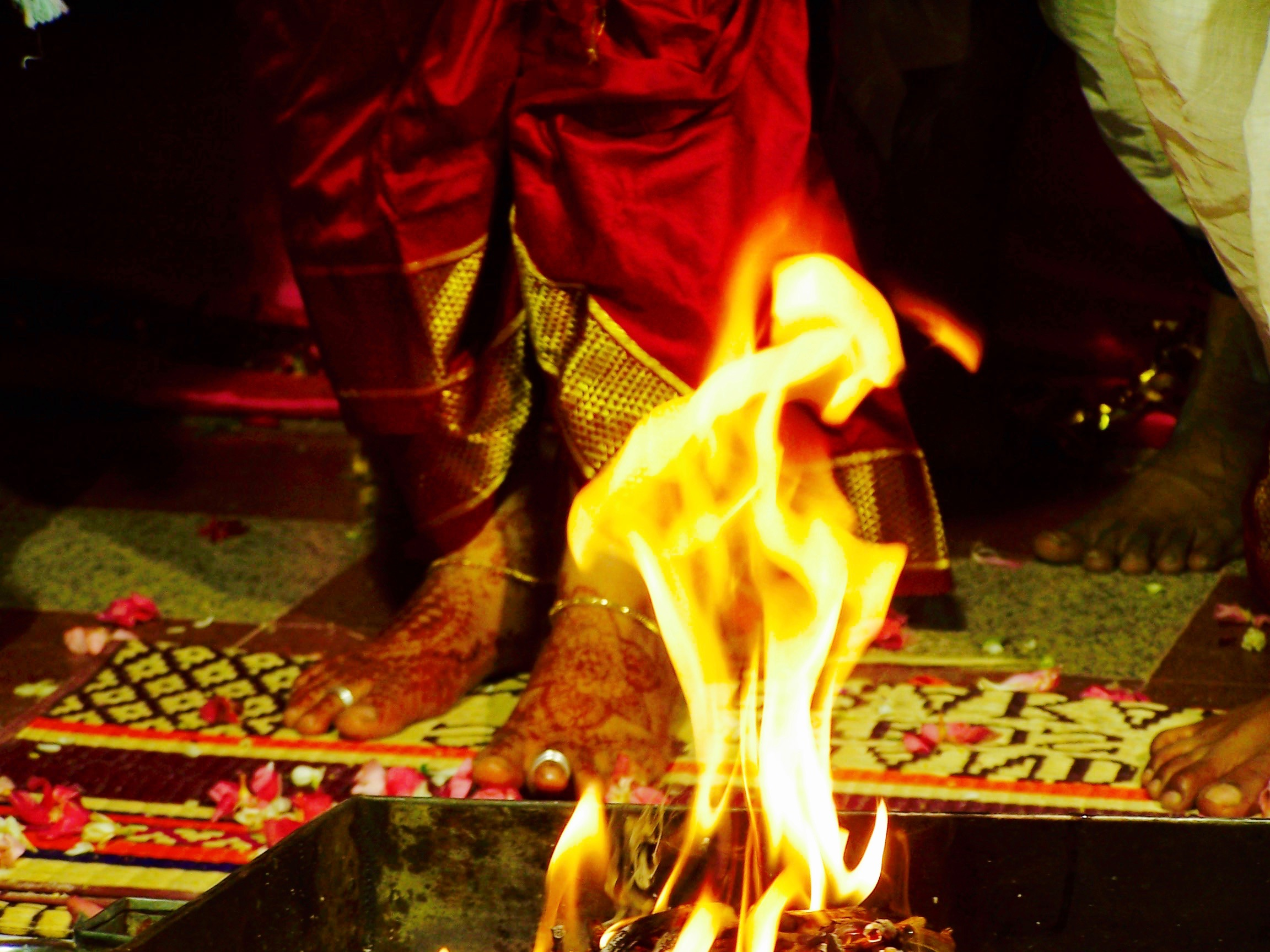
Саптапади, индуистская свадебная беседа, вокруг небольшого огня.

### В свадебной церемонии
Самый важный ритуал индуистских свадеб проводится вокруг огня. Он называется Саптапади (санскр. «семь шагов») или Сат Пхере, он представляет собой юридическую часть индуистского брака. В ритуале пара совершает семь кругов небольшими шагами вокруг огня-Агни, который считается свидетелем клятв, которые они дают друг другу. Каждый круг вокруг огня возглавляется либо невестой, либо женихом, в зависимости от общины и региона. В каждом круге пара дает особую клятву установить некоторые аспекты счастливых отношений и домашнего хозяйства друг для друга, с Агни как божественным свидетелем этих взаимных обетов. В Центральной Индии и Суринаме невеста возглавляет только первые три или четыре круга, остальные — жених.

### Ритуалы
Ритуал Агнихотра включает в себя огонь, и этот термин относится к ритуалу поддержания огня дома и, в некоторых случаях, к «жертвенным подношениям», таким как принесение молока и семян этому огню. В шраутах говорится, что долг человека — совершать Агнихотру. Широкий спектр процедур Агнихотры можно найти в Брахманистском слое Вед, начиная от самого обычного простого поддержания священного огня и его символики до более сложных процедур искупления вины и ритуалов, якобы дарующих бессмертие исполнителю. В Джайминия-брахмане утверждается, что жертвоприношение Агнихотры освобождает исполнителя от зла и смерти. Но Шатапатха-брахмана сообщает, что Агнихотра является ритуалом направленном к Солнцу, где хранителю огня напоминают о тепле, создающем жизнь, огне в существах, тепле в утробе, огне стоящем вне жизни.

### Фестивали

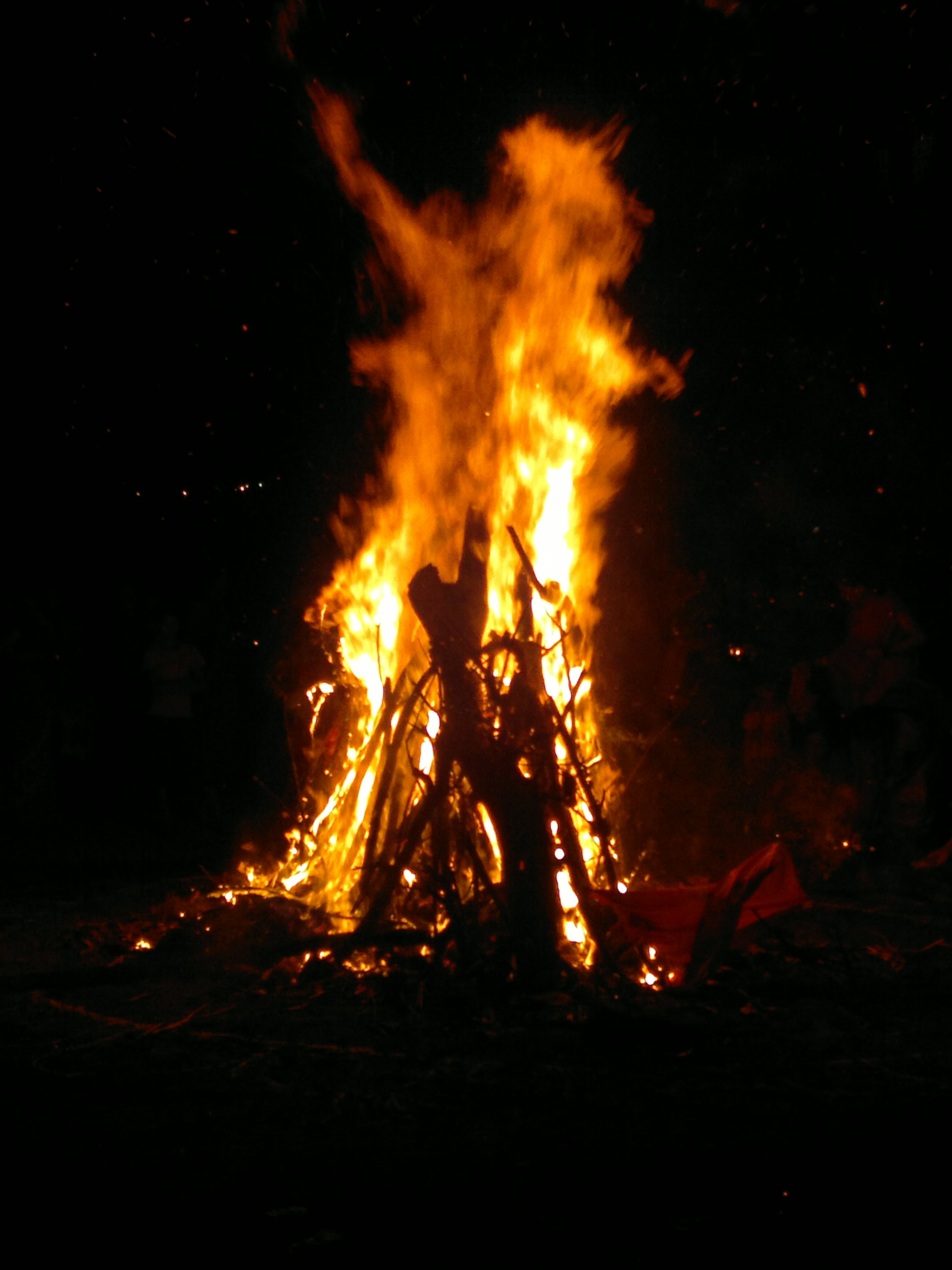
Агни является частью ритуалов во многих индуистских фестивалях. Над Холикой для Холи, включает Агни.

Агни-огонь является частью ритуалов многих индуистских праздников. Два основных праздника в индуизме, а именно Холи (фестиваль красок) и Дивали (фестиваль огней), включают Агни как символ божественной энергии. Во время осенних празднований Дивали включают традиционные маленькие огненные лампы, называемые Дия, чтобы отметить праздник. Для Холи индусы жгут костры, так как это по легенде делал Холика в ночь перед весенним праздником. Костер обозначает бога Агни, и в сельской Индии матери носят своих детей вокруг огня по часовой стрелке, тем самым взаимодействуя с Агни.

### Символизм
Агни — это символ психологических и физиологических аспектов жизни, о чём говорится в Маха-пуране[уточнить], в разделе LXVII. 202—203. В этом тексте говорится, что внутри каждого человека есть три следующих вида Агни:
- Кродха-агни — «огонь гнева»,
- Кама-агни — «огонь страсти и желания»,
- Удара-агни — «огонь пищеварения».

Соответственно, если человек желает духовной свободы и освобождения, им необходимы добровольные подношения прощения, непривязанности и посты.
Агни означает природный элемент огня, сверхъестественное божество, символизируемое огнем, и внутреннюю природную волю, стремящуюся к высшему знанию.
Тепло, сгорание и энергия — это владения Агни, которые символизируют трансформацию из грубого в тонкое; Агни — это живительная энергия. Агнибиджа — это сознание тапаса, агни, Солнца, Брахмана и Истины (Сатьи), то есть Риты, порядка, организующего принцип всё сущее.
Агни, к которому обращаются как к Атитхи («гостю»), и Джатаведасу (санскр. जातवेदसम्), что означает «тот, кто знает всех, кто рождается, создается или производится». Он символизирует силу воли, объединённую с мудростью.
Агни — сущность знания о существовании. Агни разрушает невежество и все заблуждения, убирает неведение. Канвасатпатха-брахмана (SB.IV.I.IV.11) называет Агни мудрым (санскр. मेधायैमनसेऽग्नये स्वाहेति). Агни — это также символ «самого быстрого ума среди небесных».

## Формы
Агни имеет две основные формы: Джатаведа и Кравьяда:
- Джатаведа — это огонь, несущий подношения богам, эта форма Агни — свет, отождествляемый со знанием и даже Брахманом. В форме Джатаведы, «Того, кто знает всех существ», Агни действует как божественная сущность для священника. Он посланник, который несёт подношение от людей богам и ходатайствует между богами и людьми (Ригведа I.26.3). Вместе с Индрой и Сомой Агни упоминается в Ригведе чаще, чем любые другие боги[69].
- Кравьяд (санскр. क्रव्याद) — это форма Агни, в которой он кремирует трупы. Кравьяд — это огонь погребального костра, который перерабатывает тело и дух[70]. Шатапатха-брахмана в стихе 2.2.4.8 утверждает, после смерти человека и во время кремации Агни нагревает и сжигает только тело, благодаря именно его теплу человек перерождается[71].

## Иконография
Иконография Агни варьируется в зависимости от региона. Рекомендации по его изображениям описаны в текстах индуистской Агамы. Он представляется с одной, тремя или чаще всего двумя головами, двумя, четырьмя или семью руками, обычно с красным или дымчато-серым лицом, стоящим рядом или верхом на баране, с характерным драматическим ореолом пламени, вырывающимся вверх из его макушки. Он показан сильным мужчиной, иногда бородатым, с большим животом, потому что он ест все, что подносится огню, с золотисто-каштановыми волосами, глазами и усами цвета огня.
В восточных штатах Индии в одной руке Агни держит четки, что символизирует его роль, связанную с молитвой, а в другой руке — сферу. В других регионах его четыре руки держат топор, факел, ложку (или веер) и пылающее копье (или четки).
Семь лучей света или пламени исходят от его тела. Одно из его имен — Саптаджихва, «имеющий семь языков», что символизирует то, как быстро он поглощает жертвенное масло. Иногда Агни изображается в форме Рохитатствы, у которой нет барана в качестве его ваханы, но где его тянут в колеснице с семью красными лошадьми и символическим ветром, который заставляет огонь двигаться как колеса колесницы. В кхмерском искусстве Агни изображался с носорогом в качестве его ваханы. Число семь символизирует его присутствие на всех семи мифических континентах в древней индуистской космологии или цвета радуги в его форме Солнца.
Агни имеет три формы, а именно огонь, молнию и Солнце, формы, из-за которых его иногда изображают с тремя головами или тремя ногами. Иногда его изображают в гирлянде из фруктов или цветов, символизирующих подношения огню.

### История

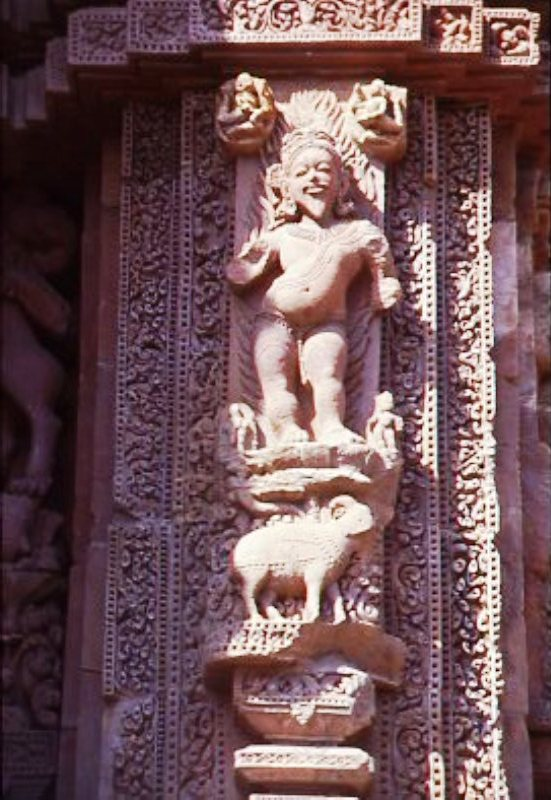
Агни-бог в юго-восточном углу храма Раджарани XI века в Бхубанешваре Одиша. Под ним высечен баран.

Бог Агни в юго-восточном углу храма Раджарани XI века в Бхубанешваре, Одиша. Под ним вырезан баран. Самые ранние из сохранившихся произведений искусства с Агни были найдены на археологических раскопках недалеко от Матхуры (Уттар-Прадеш) и датируются I веком до н. э. Кала Бхаван, скульптура из красного песчаника не позднее I века нашей эры, которую можно идентифицировать как Агни, изображенного в одежде брахмана, очень похожего на мудреца Кашьяпу. На монетах Панчала Агнимитры всегда присутствует божество с ореолом пламени. В скульптурах Гупты Агни изображен с ореолом пламени вокруг тела, священной нитью на груди, бородой, пузатым и держащим в правой руке амртагхату (кувшин для нектара). На многих из этих ранних резных фигурок и ранних статуй изображена только одна голова, но тщательно продуманные детали, такие как серьги из трех фруктов, подробное ожерелье, слегка улыбающееся лицо в короне и языки пламени, выгравированные на волосах сзади статуи Агни.
Иконографические статуи и рельефы бога Агни обычно присутствуют в юго-восточных углах индуистского храма. Однако в редких храмах, где Агни рассматривается как главенствующее астрологическое божество, согласно таким текстам, как Самарангана Сутрадхара, ему отводится северо-восточный угол.
Исторически считается, что Агни присутствует в каждом грихастхе (доме) и представлен в одной из трех форм: гархапатья (для общего домашнего использования), ахавания (для приглашения и приветствия персонажа или божества) и дакшинагни (для борьбы со всем злом). Яска утверждает, что его предшественник Шакапуни считал существование Агни тройственным — на земле, в воздухе и на небе, как утверждает Ригведа, но брахман считал третье проявление Солнцем.

## В мифологии

### Эпос

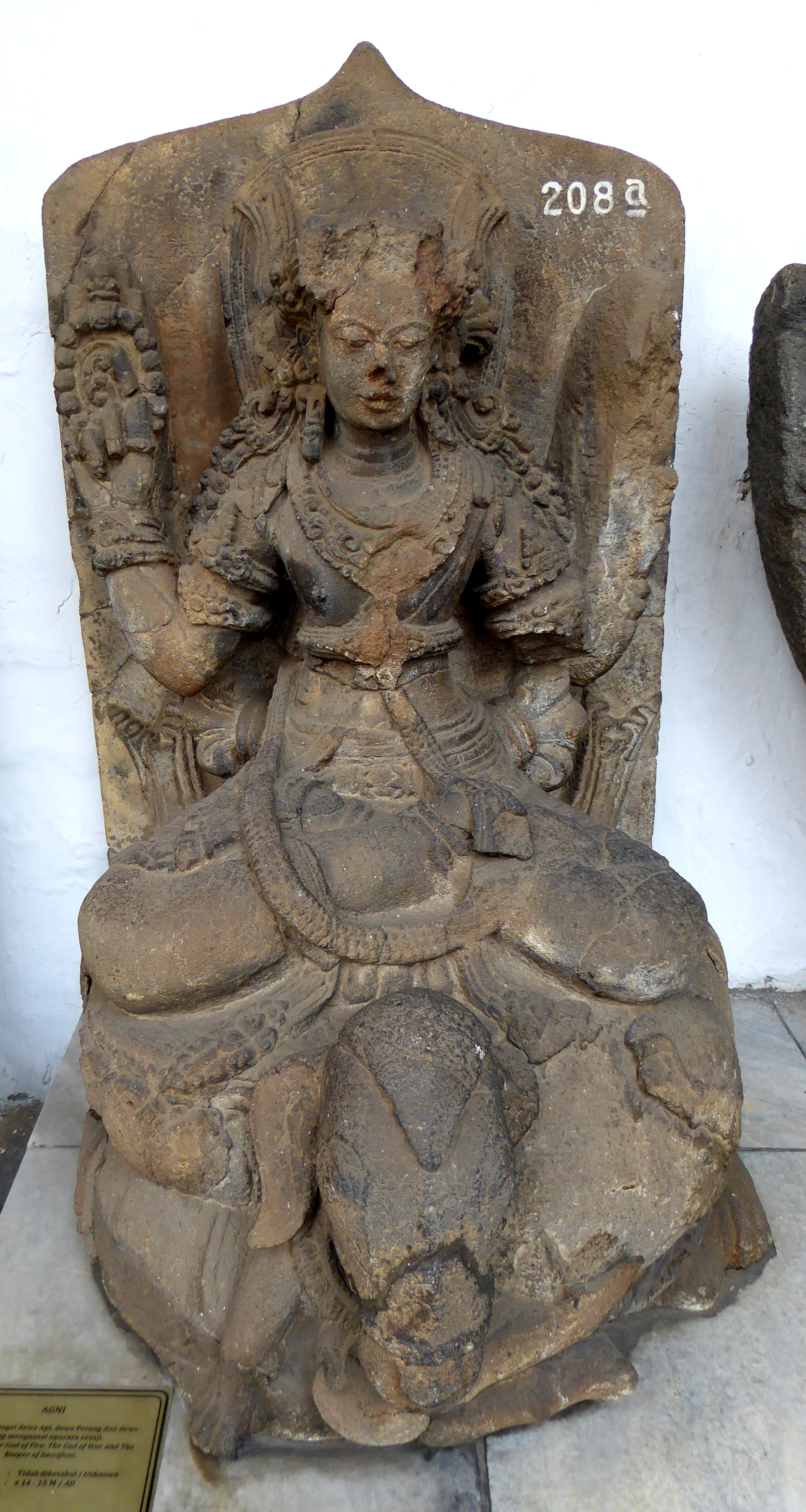
Агни, сидящий на баране, XIV—XV вв., Индонезия.

Оскорбленный Агни, Бхригу проклял его, чтобы он стал пожирателем всего на этой земле, но Брахма преобразил это проклятие и сделал Агни очистителем всего, к чему он прикасался.
В «Кхандава-даха Парва» (Махабхарата CCXXV) переодетый Агни приближается к Кришне и Арджуне в поисках пищи для утоления своего голода. Когда его спросили о том, какая еда доставит ему удовольствие, Агни выразил желание поглотить лес Кхандавы, охраняемый Индрой, для Такшаки, вождя нагов. С помощью Кришны и Арджуны Агни поглощает лес Кхандава, который горел пятнадцать дней, пощадив только Ашвасену, Майю и четырёх птиц, называемых сарангаками; позже, как дар, Арджуна получил все свое оружие от Индры, а также лук, Гандиву, от Варуны.
Есть история о царе Шиби, который был испытан Агни, принявшим форму голубя, и Индрой, принявшим форму ястреба; Шиби предложил ястребу свою плоть в обмен на жизнь голубя. Таким образом, голубь, искавший убежища у Шиби, был спасен царской жертвой.
Агнипарикша или «испытание огнем» представляет Агни в качестве свидетеля. В «Рамаяне» Сита добровольно проходит через это испытание, чтобы доказать свою непорочность.

### Пураны
Агни — старший сын Брахмы. В Вишну-пуране говорится, что Агни, так же называемый Абхимани, произошёл из уст Вират-Пуруши, Космического Первочеловека. По другой версии, Агни появился из ритуального огня, произведенного женой Дхармы (вечного закона) по имени Васубхарья (буквально — «дочь Света»).
Согласно пуранической мифологии, Агни женился на Свахе (богиня подношения) и стал отцом трех сыновей — Павака (очиститель), Павамана (очищающий) и Шучи (чистота). Они так же трактуются следующим образом: Павака — электрический огонь, Павамана — огонь добытый трением, а Шучи — солнечный огонь. От этих сыновей у него есть сорок пять внуков, которые являются символическими именами различных аспектов огня. В некоторых текстах Медха (разум) — сестра Агни.

## Взаимоотношения

### С женой и детьми

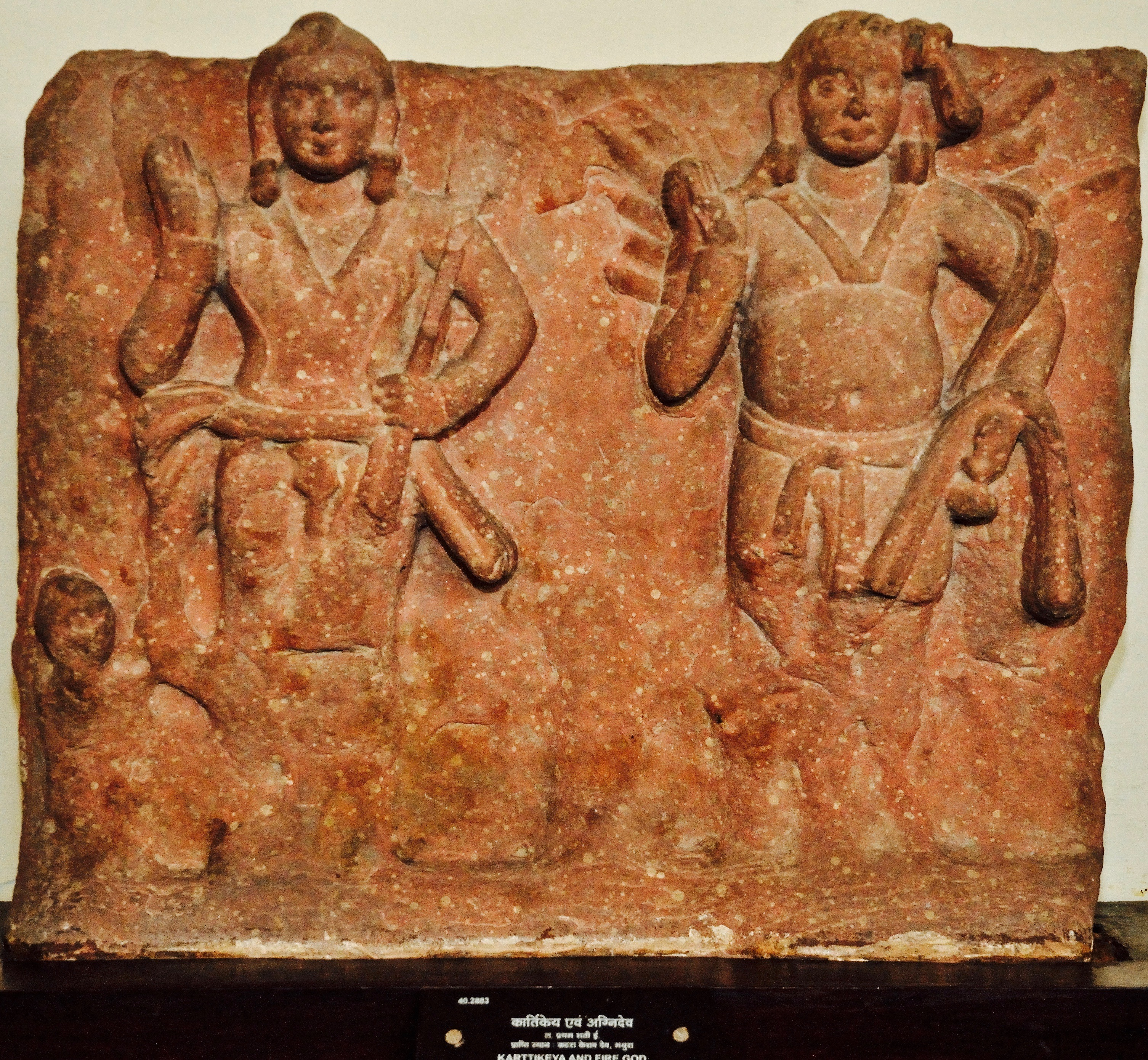
Агни (справа) со Скандой, иногда выступающим как его сын. Около I века н. э.

Богиня Сваха — жена Агни. Её имя произносится вместе с подношениями, такими как масло и семена, которые выливаются в огонь во время церемоний, а также используется как название самого подношения. Однако, как и многие имена в индуистских традициях, имя Сваха заключает в себе символические значения благодаря его связи с ведическим словом Свадха, содержащимся в гимнах Ригведы. Томас Кобурн утверждает, что термин Свадха относится к «собственной особой природе или склонности» и вторичному значению «обычного удовольствия или наслаждения, освежения, которое питает». Сваха также встречается в гимнах ведической литературы в значении «добро пожаловать, хвала тебе». Это приветствие — воспоминание об Агни как об аспекте того, что является «источником всех существ» Как богиня и жена Агни, Сваха представляет его Шакти.
В тексте Деви-махатмья, основы традиции богинь индуизма (шактизма), а также в индуистской мифологии Сваха — дочь Дакши, она влюблена в Агни. Сваха соблазняет его, последовательно выдавая себя за шестерых из семи женщин гурукулы (школы), которых желал Агни, и таким образом у неё рождается ребёнок, который вырастает и становится Скандой — богом войны. Тем не менее, в большинстве текстов индуизма утверждается, что он был сыном бога Шивы.
Махабхарата также упоминает, что когда Агни жил в Махишмати, он влюбился в дочь царя Нилы. Под видом брахмана он попросил руки принцессы, но царь отказался и собирался его наказать. Агни раскрыл свою истинную форму и воспылал гневом. Испуганный царь извинился и отдал ему свою дочь. Взамен Агни обещал защиту города во время любого вторжения.

### С другими богами
Агни отождествляется с многим главным и второстепенным богам в разных слоях ведической литературы, включая Ваю, Сому, Рудру (Шиву), Варуну и Митру. В гимне 2.1 Ригведы в последовательных стихах Агни идентифицируется как двенадцать богов и пять богинь.
Некоторые из богов, с которыми отождествляется Агни:
- Праджапати: Ведический текст Шатапатха-брахмана в разделе 6.1.2 описывает, как и почему Праджапати является отцом Агни, а также сыном Агни, потому что они оба являются образом единого Атмана (Души, Я), который был, есть и будет истинной, вечной сущностью вселенной. В разделах 6.1.1 и 6.2.1 Шатапатха-брахмана утверждается, что Праджапати, космический Пуруша и Агни — это одно и то же.
- Варуна и Митра: когда рождается Агни, он Варуна; когда он воспламеняется, он Митра. Также сказано, что он становится Варуной вечером и Митрой, когда встает утром.
- Индра: Агни обычно представляют как близнеца Индры, они оба приходят и появляются вместе. В главе 13.3 Атхарваведы говорится, что Агни становится Индрой, когда освещает небо. Вишваведах, то есть «рассвет», — эпитет, относящийся как и к Индре, защитнику, так и к всезнающему Агни.
- Рудра: в «Ригведе» Агни упоминается как обладающий такой же свирепой природой, как и Рудра. Шива-лингам представляет тот огненный столб, который есть Агни, символизм скамбхи, заимствованный в некоторых буддийских произведениях искусства. Стихи с 8 по 18 в разделе 6.1.3 состояния Шатапатха-брахмана Рудра и Агни — бог, который известен под многими другими именами. Позже, в разделе 9.1.1, Шатапатха-брахмана сообщает: «Весь этот Агни (алтарь огня) теперь завершен, теперь он этот бог Рудра».
- Савитар (Солнце): Агни днём такой же, как Савитар, поскольку он пересекает пространство, доставляя свет и энергию всем живым существам.
- Ваю и Сома: в Ведах Агни или «огонь» (свет и тепло), Ваю или «воздух» (энергия и действие), а также Сома или «вода» являются главными божествами, которые сотрудничают, чтобы наделить силой всё живое. В некоторых отрывках утверждается, что они являются аспектами одного и того же бога, энергии и принципа, который преображает.
- Гаятри: отождествляется с Агни в разделе 1.1 Айтарейя-брахмана, разделе 3.184 Джайминия-брахмана и разделе 7.8 Тайттирия-брахмана, а наиболее почитаемый размер Гаятри в санскритской просодии и индуистских традициях связан с Агни.
- Вач (богиня речи) и Прана (жизненная сила): отождествляются с Агни в разделах 1.1 и 2.54 Джайминия-брахмана, разделах 2.2.2 и 3.2.2 Шатапатха-брахмана.
- Сарама: в гимне, восхваляющем Агни, риши Парашара Шактья говорит о Сараме, богине интуиции, предвестнице рассвета истины в человеческом разуме, которая находит потерянную истину. Это Сарама — сила истины, чьи коровы — лучи зари просветления, и она пробуждает человека, который находит Агни стоящим на высшем троне и цели.

## В других культурах

### В буддизме

#### Канонические тексты
Агни появляется во многих буддийских канонических текстах как бог, а также как олицетворение сердца или огня. В палийской литературе его также называют Агги-Бхагава, Джатаведа и Вессанара.
Агги-Ваччаготта-сутта представляет собой философский диалог между Буддой и странствующим аскетом по имени Шреника Ватсаготра. Разговор между Буддой и Шреникой остался частью дискуссии, которая продолжается в современном буддизме. Это называется ересью Шреники (традиционный китайский: 先尼外道; пиньинь: Xiānní wàidào; ромадзи: Sennigedō 先尼外道).
Шреника предположил, что существует вечное Я (Атман), которое живёт во временном физическом теле и участвует в перерождении. В буддийских традициях Будда учил, что есть перерождение и анатман, и нет вечного Я. В палийских текстах говорится, что Шреника не согласился и задал Будде много вопросов, на которые Будда отказался отвечать, назвав свои вопросы неопределенными. Будда пояснил, что если он ответит на вопросы Шреники, это «запутает» его. Будда объясняет Дхарму с помощью Агни как метафоры, заявляя, что точно так же, как огонь гаснет и больше не существует после его погашения, точно так же все скандхи, составляющие человека, гаснут после смерти. Различные версии этого спора встречаются в Священных Писаниях разных традиций, таких как Махапариниббана-сутта и Махапраджняпарамитпадеша. В некоторых версиях Шреника предлагает собственное сравнение с Агни, чтобы развить свои взгляды. Такие ученые, как Нагарджуна, подробно комментировали ересь Шреники.
Подобно индуистским текстам, буддийские тексты также рассматривают Агни (называемый элементом огня Теджас) как фундаментальный материал и строительный блок природы. Например, в разделе 11.31 Висуддхимагги, а также в разделе Рупаканда Дхаммасангани Агни и Теджас считаются тем, что согревает, старит, сжигает и переваривает пищу и жизненные процессы.

#### Иконография

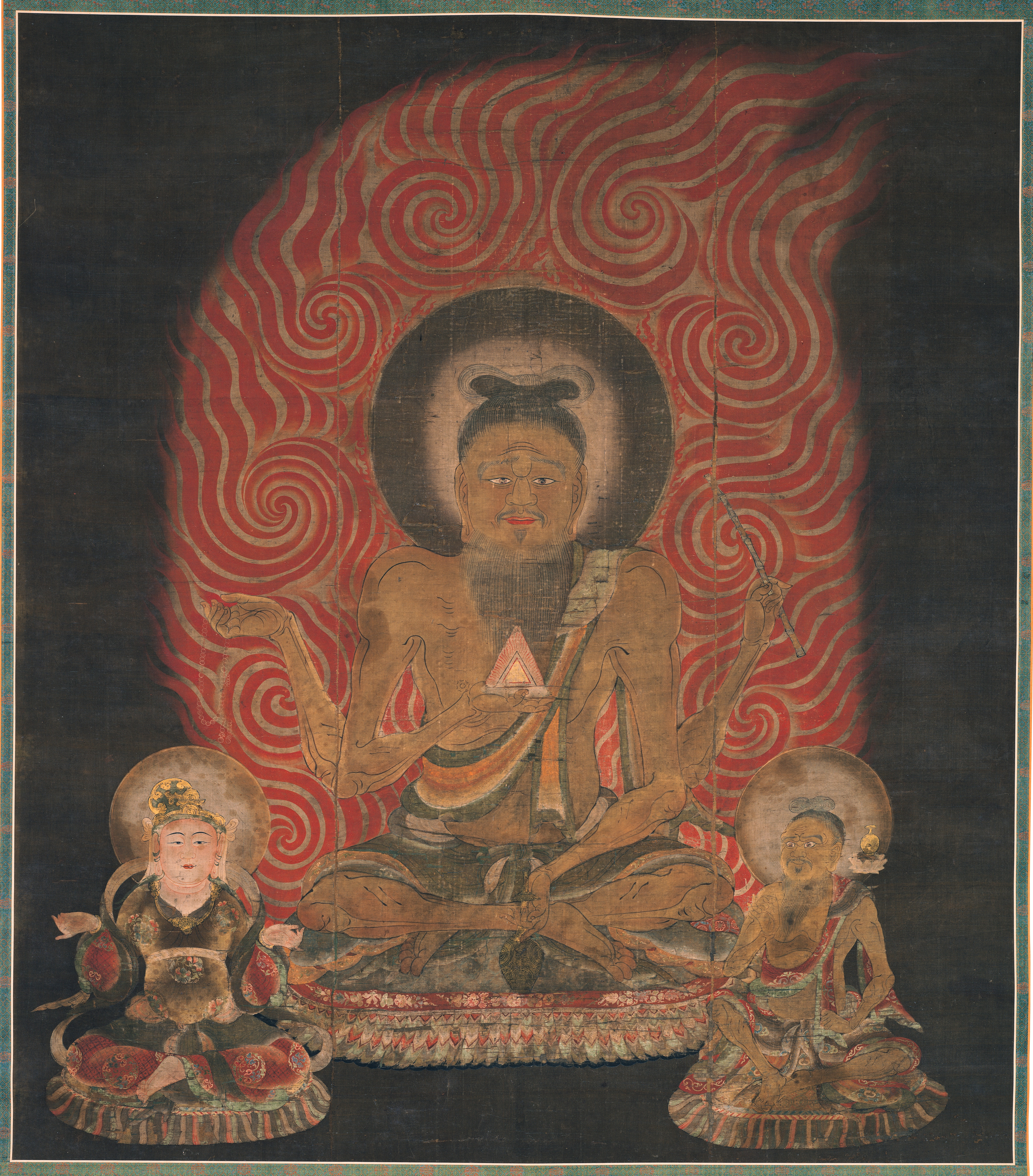
Буддийский бог Катен (火天) в японском искусстве. Датируется 1127 годом, Национальный музей Киото.

Агни занимает видное место в искусстве традиции Махаяны.
В Тибете он является представителем пятидесяти одного буддийского божества, найденного в мандале Будды медицины. Он также появляется в мандалах тибетского Манджушри, где он изображен с Брахмой и Индрой. Тибетская иконография Агни сильно напоминает иконографию индуистской традиции, с такими элементами, как кожа красного цвета, козья повозка, конические волосы и корона, борода, горшок с водой или огнем в одной руке и четки в другом. Такое изображение часто включает буддийские темы, такие как колесо дхармы, белая раковина, золотая рыбка, слон, бесконечный узел.
В традициях Тхеравады, например, в Таиланде, Агни является второстепенным божеством. Агни зовут Пхра Флоенг (также пишется Пхра Плернг, буквально «святое пламя»). Его обычно изображают с двумя лицами, восемью руками, красного цвета, в головном уборе в форме тыквы и извергающим пламя. Средневековая тайская литература описывает его как божество с семью языками, пурпурной дымовой короной и огненным цветом лица. Он едет на конной колеснице, носороге или баране. Жена Пхра Флоенг в этих текстах названа Субани, Гаруди или, как и в индуизме, Сваха. В некоторых тайских текстах говорится, что у них был сын Ниланон.
В восточноазиатском буддизме Агни является дхармапалой и часто классифицируется как одно из группы двенадцати божеств (яп. Jūniten, 十二天), сгруппированных вместе как хранители направлений.
В Японии его зовут «Катен» (火天). Он включен в число других одиннадцати дэвов, среди которых Тайшакутен (Шакра/Индра), Футен (Ваю), Эмматен (Яма/Яма), Расетсутен (Ниррити), Ишанатон (Ишана), Бишамонтен (Вайшравана/Кубера), Суитен (Варуна) Бонтен (Брахма), Джитен (Притхиви), Ниттен (Сурья) и Гаттен (Чандра). Хотя иконография различается, его часто изображают в виде пожилого горного аскета с двумя или тремя ногами и двумя или четырьмя руками.

### В джайнизме
Слово Агни в джайнизме относится к огню, но не так, как в ведизме. Агни появляется в джайнской мысли как божество-хранитель. Он является одним из восьми дикпал, или направляющих божеств-хранителей в джайнских храмах, наряду с другими семью — Индрой, Ямой, Ниррити, Варуной, Ваю, Куберой и Ишаной. Обычно они стоят, а их иконография аналогична иконографии индуистского и буддийского храмового пантеона.
Согласно древней джайнской мысли, живые существа имеют несколько душ и существуют во множестве миров, а в земном мире, разделяемом людьми, есть два вида существ: подвижные и неподвижные. Подвижные существа, к которым относятся крошечные насекомые, птицы, водные обитатели, животные и люди, имеют два или более органов чувств, в то время как неподвижные существа имеют только одно чувство (экендерия). Среди одночувственных существ есть растительные существа, воздушные существа (вихрь), земные существа (глина), водные существа (капли росы) и огненные существа (горящий уголь, метеорит, молния). Последний класс существ — это тела Агни, и считается, что они содержат души и существа с огненным телом. Ахимса, или ненасилие, является высшей заповедью джайнизма. В своих духовных практиках джайнские монахи идут на многое, чтобы практиковать ахимсу; они не запускают Агни и не гасят Агни, потому что это считается насилием по отношению к «огненным существам» и действием, создающим пагубную Карму.
Агни-кумары или «принцы огня» являются частью джайнской теории перерождения и классом перевоплощенных существ. Агни или Теджас — это термины, используемые для описания веществ и концепций, которые создают существа и в которых переселяющаяся душа связывается в соответствии с теологией джайнизма.

## В медицине
Агни как сущность огня или тепла был включен в индуистские тексты древней медицины, такие как Чарака-самхита и Сушрута-самхита. Он, наряду с Сомой, две предпосылки классификации в медицинских текстах до IV века н. э., найденных в индуизме и буддизме. Доминик Вуястик утверждает, что категория, связанная с Агни, включает в себя «горячие, огненные, сухие или иссушенные» типы, а категория, связанная с Сомой, включает «влажные, питательные, успокаивающие и охлаждающие» типы. Эта система классификации послужила основой для группировки лекарственных трав, времен года, вкусов и пищевых продуктов, эмпирической диагностики болезней человека, ветеринарии и многих других аспектов здоровья и образа жизни.
Агни рассматривался как жизненная сила в здоровом теле, способность переваривать пищу и врожденная способность к еде. В Аюрведе, утверждает Флейшман, «количество Агни определяет состояние здоровья».
Агни является важной сущностью в Аюрведе. В ней Агни — это огненная метаболическая энергия пищеварения, позволяющая усваивать пищу, избавляя тело от шлаков и токсинов, и преобразовывать плотную физическую материю в тонкие формы энергии, в которых нуждается тело. Джатар-агни определяет выработку соляной кислоты в желудке, Бхута-агни определяет выработку желчи в печени, Клома-агни определяет выработку ферментов поджелудочной железы, расщепляющих сахар, и так далее. Природа и качество этих Агни зависят от доши человека, которая делится на вату, питту и капху.
Агни также известен как Вайшванара. Подобно тому, как озаряющая сила огня является частью собственного сияния Агни, так и согревающая сила пищи, переваривающая и аппетитная, также является частью энергии и могущества Агни.

## Комментарии
1. ↑  Прочие гимны «Ригведы» связывают риту и с другими ведическими божествами, например, стих 10.133.6 обращается к Индре за наставлением риты[24].